# Margarinotus thai
Margarinotus thai är en skalbaggsart som beskrevs av Miłosz A. Mazur 2003. Margarinotus thai ingår i släktet Margarinotus och familjen stumpbaggar. Inga underarter finns listade i Catalogue of Life.